# Мисс США 1965
Мисс США 1965 (англ. Miss USA 1965) — 14-й конкурс красоты Мисс США прошедший 4 июня 1965 года, в Майами, Флорида. Победительницей конкурса стала Сью Дауни из штата Огайо.

## Результаты
| Итоговое место | Участница |
| -------------- | --- |
| Мисс США 1965  | - Огайо — Сью Дауни |
| 1-я Вице Мисс  | - Аризона — Джейн Нельсон |
| 2-я Вице Мисс  | - Нью-Мексико — Джуди Болдуин |
| 3-я Вице Мисс  | - Кентукки — Джули Эндрюс |
| 4-я Вице Мисс  | - Вашингтон (округ Колумбия) — Дайана Линн Бэттс |
| Полуфиналистки | - Алабама — Ли Сэнфорд - Калифорния — Кетрин Хейдж - Гавайи — Элит Агияр - Мичиган — Сьюзан Пилл - Невада — Дениз Тернер - Нью-Йорк — Глория Джон - Оклахома — Шерил Семрад - Южная Каролина — Вики Харрисон - Техас — Филлис Джонсон - Юта — Дженис Сэдлер |

### Специальные награды
| Награда              | Участница                                                 |
| -------------------- | --------------------------------------------------------- |
| Мисс Конгениальность | - Миннесота – Элизабет Кэрролл - Теннесси – Бонни Перкинс |
| Мисс Фотогеничность  | - Оклахома – Шерил Семрад                                 |
| Лучший костюм        | - Аляска – Карла Салливан                                 |

## Штаты-участницы
| - Алабама - Ли Сэнфорд - Аляска - Карла Салливан - Аризона - Джейн Нельсон - Арканзас - Джери Хейни - Калифорния - Кэтрин Хейдж - Колорадо - Кэти Макферсон - Коннектикут - Элизабет Мацуко - Делавэр - Ширл Чаппелл - Вашингтон (округ Колумбия) - Дайана Линн Бэттс - Флорида - Кэрол Келли - Джорджия - Джуди Симпсон - Гавайи - Элит Агияр - Иллинойс - Дайан Горц - Индиана - Лора Старр - Айова - Мари Харди - Канзас - Линда Бергстен - Кентукки - Джули Эндрюс - Луизиана - Терри Соммерс - Мэн - Джорджия Уилсон - Мэриленд - Барбара Кейфер - Массачусетс - Мэри Лу Вольпе - Мичиган - Сьюзан Пилл - Миннесота - Элизабет Кэрролл - Миссисипи - Мэдлин Скарбро | - Миссури - Барбара Брукс - Монтана - Патрисия Брэдфорд - Небраска - Констанс Келлогг - Невада - Дениз Тернер - Нью-Гэмпшир - Джуди Моррисон - Нью-Джерси - Кей Франзен - Нью-Мексико - Джуди Болдуин - Нью-Йорк - Глория Джон - Северная Каролина - Сандра Фармер - Северная Дакота - Патрисия Додж - Огайо - Сью Дауни - Оклахома - Шерил Семрад - Орегон - Лесли Брюхнер - Пенсильвания - Беверли Рудольф - Род-Айленд - Пола Фэрроу - Южная Каролина - Викки Харрисон - Теннесси - Бонни Перкинс - Техас - Филлис Джонсон - Юта - Дженис Сэдлер - Вермонт - Андреа Кеньон - Виргиния - Мэри Монтгомери - Висконсин - Джудит Ахтор - Вайоминг - Линда Пек |

Представительницы следующих штатов не принимали участие: Айдахо, Южная Дакота, Вашингтон, Западная Виргиния